# Абдул Гани Ахмад
Абдул Гани Ахмад (малайск. Abdul Ghani Ahmad; 28 октября 1945, Куала-Муда, Кедах) — малайзийский художник-акварелист. Самоучка.

Абдул Гани Ахмад за работой в студии. Базар искусств. Куала-Лумпур, 2002

## Краткая биография
Родился в бедной крестьянской семье, был старшим из 13 детей. Окончил начальную школу в Куала-Кетиле (Кедах). В 1965—1986 гг. служил в войсках особого назначения вооружённых сил Малайзии. Завершил службу графиком в министерстве обороны в звании капрала. Находясь на службе в министерстве обороны, окончил курсы при Национальной художественной галерее. В 1987 г. приобрёл студию на Базаре искусств в Куала-Лумпуре, где выполнял заказы клиентов. С 2012 года работает в домашней студии.
Член Азиатской конфедерации акварелистов, Организации акварелистов Малайзии, Союза художников Малайзии.

## Творчество
Работает акварелью и акриловыми красками в жанре природного пейзажа и сельской местности, а также беспредметного искусства. Работы отличаются фотографической точностью и тщательностью прорисовки деталей. Среди заметных картин: серии «Девственная природа» (1983), «Путешествие» (2005—2011), «Флора Малайзии» (2008). С 1978 года участвовал в более чем 60 выставках в Малайзии, Гонконге, Китае, Таиланде, Сингапуре. Первая персональная выставка состоялась в 1991 году. Выпустил серию открыток с пейзажами Малайзии.